# Metabolischer quadratischer Raum
In der Mathematik sind metabolische quadratische Räume ein Begriff aus der Algebra, spezieller der Theorie quadratischer Formen.

## Definition
Ein quadratischer Raum {\displaystyle (V,q)} heißt metabolisch, wenn es einen Unterraum {\displaystyle U\subset V} mit {\displaystyle U=U^{\perp }} gibt.

## Beispiel: die hyperbolische Ebene
Sei {\displaystyle K} ein Körper der Charakteristik {\displaystyle \operatorname {char} (K)\neq 2}. Der quadratische Raum {\displaystyle (V,q)} mit {\displaystyle V=K^{2}} und {\displaystyle q(x,y)=xy} (oder äquivalent {\displaystyle q(x,y)=x^{2}-y^{2}}) heißt hyperbolische Ebene (nicht zu verwechseln mit der hyperbolischen Ebene der hyperbolischen Geometrie).

## Klassifikation
Sei {\displaystyle K} ein Körper der Charakteristik {\displaystyle \operatorname {char} (K)\neq 2}. Dann ist jeder metabolische quadratische Raum eine direkte Summe hyperbolischer Ebenen.